# Derbentsky (huyện)
Huyện Derbentsky (tiếng Nga: Дербентский райо́н) j là một huyện hành chính và tự quản (raion), một trong 41 huyện của Cộng hòa Dagestan, Nga.Huyện có diện tích 920 kilômét vuông (360 dặm vuông Anh). Trung tâm hành chính là Derbent không nằm trong huyện. Dân số huyện là: 103,348 (Điều tra dân số 2010); 86,494 (2002 Census); 63,575 (Điều tra dân số năm 1989).